# Vavřinec z Březové
Vavřinec z Březové (asi 1370 – asi 1437) byl český spisovatel doby husitské, autor Písně o vítězství u Domažlic a Husitské kroniky. Psal česky a latinsky. Byl historik husitského hnutí. Jeho spisy se dají považovat za víceméně věrohodné.

## Život
Místa a data narození a úmrtí nejsou známa (poslední doložené datum jeho života je 6. července 1437). Byl nižším šlechticem. Studoval na pražské univerzitě, kde se stal roku 1389 bakalářem a 1394 mistrem. Od 90. let 14. století byl ve službách královské kanceláře Václava IV. (pravděpodobně až do jeho smrti v roce 1419). Byl příznivcem husitského hnutí. Cele se přiklonil ke kalichu, nepatřil však ani k levému, ani k pravému křídlu husitství. Kriticky proto, ba zaujatě hodnotil všechny projevy táborství. Osobně měl blízko k Jakoubkovi ze Stříbra, a ve své kronice se tak stal mluvčím husitského středu a z této perspektivy v ní popisuje a hodnotí soudobé dění.
Byl odpůrcem Zikmunda Korybutoviče, proto byl roku 1427 nucen opustit Prahu. Kolem tohoto roku přeložil novoměstská privilegia, jež byla roku 1434 zničena. Při žádosti o obnovu u císaře (1436) byla tato privilegia obnovena i díky svědectví Vavřince.[zdroj?]

## Dílo
- Píseň o vítězství u Domažlic (novodobý název), původně Carmen insignis Coronae Bohemiae, Báseň vznešené Koruny české – latinská báseň o bitvě u Domažlic, během které se část účastníků čtvrté křížové výpravy údajně dali na útěk dříve, než husitské vojsko vůbec spatřili.
- Husitská kronika – latinsky napsaná kronika o husitství, autor píše z pozice umírněných Pražanů a staví se jak proti Zikmundovi, tak proti radikálním táboritům. Nedokončená kronika líčí události od roku 1414–1422, největší důraz je kladen na roky 1419–1421. Politický a faktograficky obsažný spis je nejdůležitějším pramenem pro poznání rané fáze husitství a jedním z nejvýznamnějších literárních děl husitství.

Mimo vlastního psaní překládal, jeho překlady jsou považovány za kvalitní. Překládal především v době, kdy pracoval u dvora, zde přeložil například tzv. Mandevillův cestopis. Bývá mu neprávem připisováno autorství Budyšínského rukopisu.

### České vydání
- VAVŘINEC Z BŘEZOVÉ. Husitská kronika; Píseň o vítězství u Domažlic. Překlad z latinských originálů: František Heřmanský a Jan Blahoslav Čapek. Úvod, studii, poznámky, vysvětlivky, rejstříky a bibliografii sestavila Marie Bláhová. Vyd. 2., opr., (Ve Svobodě 1.). Praha: Svoboda, 1979. 427 s.